# 滨海市区线
濱海市區線（英語：Downtown Line，縮寫DTL）是新加坡地鐵的一條地鐵路線，由新捷運營運。濱海市區線由西北部的武吉班讓站途經中區至博覽站。濱海市區線在路線圖上以藍色顯示，全長41.9公里，共設34座車站，全部位於地下。此線是新加坡地鐵第五條地鐵線，也是第三條全地下路線，也是繼東北線後第2條由新捷運營運的路線。該線最大特色是在到達新加坡中區會先在該區繞一圈，然後才前往另一端的終點站。
濱海市區線起初規劃是分為三條獨立路線，於2007年合併成為濱海市區線，工程分三階段展開。第一段由武吉士站至牛車水站，於2013年12月22日通車。第二段由武吉班讓站至梧槽站，於2015年12月27日通車。第三段由福康寧站至博覽站，於2017年10月21日通車。濱海市區線全長41.9公里，是新加坡最長的地下自動地鐵路線。濱海市區線列車使用龐巴迪Movia C951列車以3節運行。
濱海市區線預定在2020年代進一步延長。增設車站謙道站已於2025年2月28日啟用。第3期延長將路線由博覽站延長至雙溪勿洛站，正在興建中，預計2025年通車。另外還規劃由武吉班讓北延至雙溪加株站並與南北線轉乘，預計於2030年代通車。2025年完工後，濱海市區線將長44公里，設有37座車站，每日有超過50萬通勤者使用。

## 历史

### 背景
2001年10月23日杜弗站正式啟用後，時任通訊及新聞部部長姚照東宣佈了三條地鐵線，其中兩條是武吉知馬線和後來成為濱海市區線一部分的東區線北段。武吉知馬線有望減輕武吉知馬和杜尼安路走廊的交通堵塞，同時為蔡厝港和武吉班讓居民可直達市區。計劃的東區線定為東區的環線，減輕東西線十分嚴重的負擔，同時為淡濱尼、勿洛和馬林百列居民提供新選擇:16―17。
2005年6月14日，陸路交通管理局宣佈市區延長線，將可服務濱海灣地區，設有綜合渡假村濱海灣金沙酒店以及新加坡第二個植物園濱海灣花園的新市中心。該線全長3.4公里，預計耗資14億新元，原計劃為環線的一部分。2007年4月27日，時任交通部長林雙吉宣佈濱海市區線將分三階段興建，全長40公里，設有33座車站。

### 興建與開放
濱海市區線分三期興建：

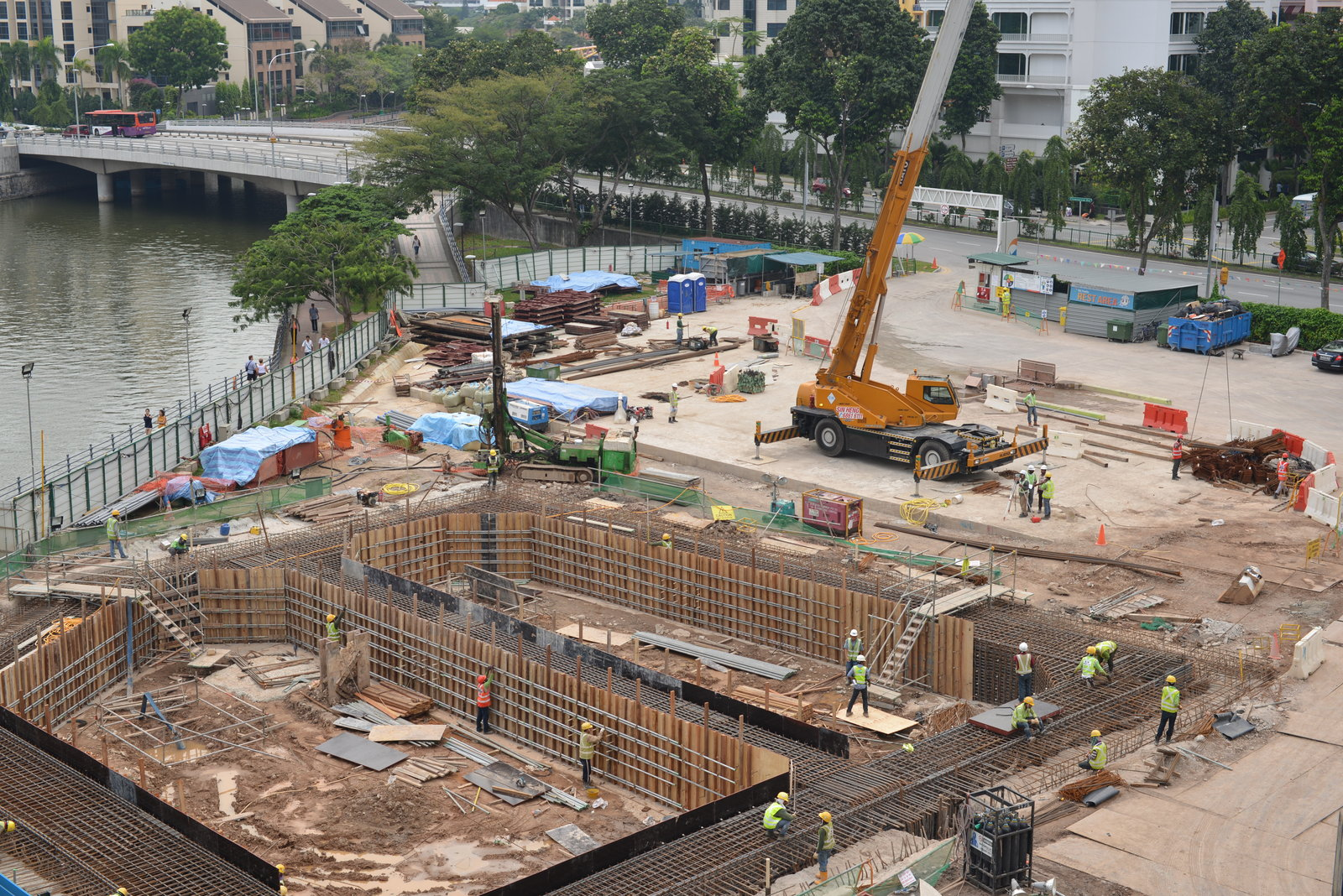
濱海市區線近克拉碼頭的隧道工程。工程期間將新加坡河分流方便進行牛車水站至福康寧站之間的隧道工程被視為工程上的一項壯舉

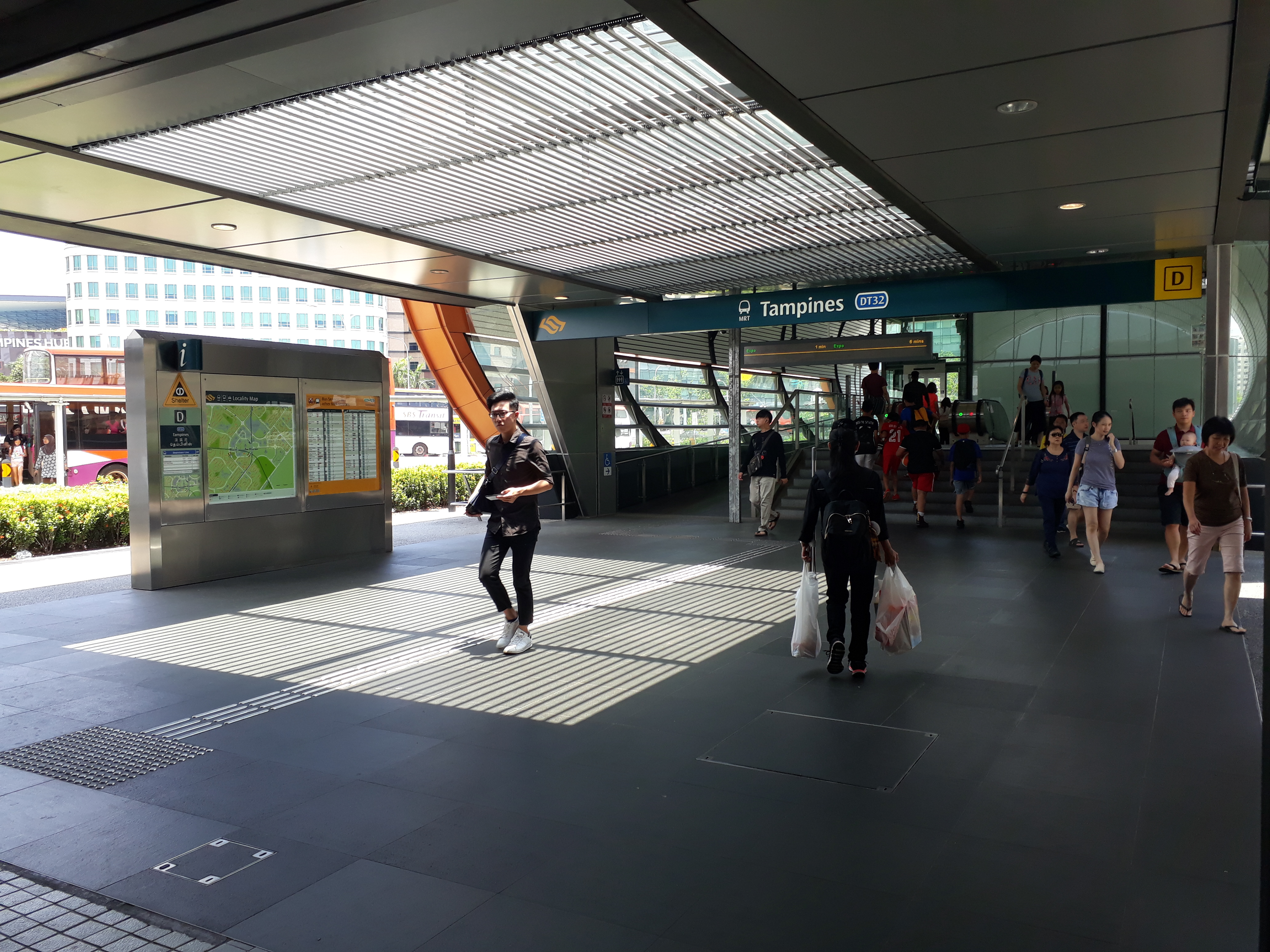
淡濱尼地鐵站濱海市區線月台的獨立出口，並不與東西線月台連接

濱海市區線第一期全長4.3公里，2008年1月於牛車水站開工:30，該站於興建東北線時已經預留了轉乘。全線於2013年12月22日通車，開幕典禮則於前一天由總理李顯龍主持。
濱海市區線第二期即2001年10月23日宣佈為武吉知馬線的路段，全長16.6公里，共設12座車站，連接武吉班讓站和梧槽站，並設有四座轉換站。第二期工程於2009年7月3日在美世界站舉行破土動工典禮後開工。第二期於2015年12月27日通車。
第三期由牛車水站至博覽站，車站位置和走線於2010年8月20日公佈。第三期全長21公里，共設16座車站。第三期於2017年10月21日通車，並在通車首兩天在所有濱海市區線車站均可免費乘車。
濱海市區線總耗資約120億新元，是新加坡政府最大規模的鐵路工程。工程總耗資超越環線（67億新元）和東北線（46億新元）。最終興建全線的費用預計將達207億新元，比預期高近七成，原因包括工程費用大幅增加和計劃多次更改:19。
2014年10月，新加坡政府宣佈第二期工程通車日期將推遲至2016年首季。這是因為濱海市區線第二期負責興建阿爾柏王園站、第六道站和陳嘉庚站的主要承包商Alpine Bau於2013年中宣佈破產。2015年6月28日，時任交通部部長呂德耀宣佈當局已經解決了延誤，二期工程通車日提前至2015年12月27日。三期工程於2017年10月21日由交通部長許文遠宣佈通車。
為了解決列車停放和維修問題，2015年12月啟用了卡利巴株車廠以停放42列列車。車廠原址為兀蘭路舊廣孝山潮州公墓。同年2月，陸路交通管理局宣佈該車廠將在2019年擴建以停放81列列車。
2019年3月7日公佈了謙道站將於2025年啟用以服務山景居民，此车站最终与2025年2月28日开通。

### 未來
2013年1月17日，新加坡政府宣佈計劃將濱海市區線由博覽站南延，與已經併入湯申－東海岸線的東海岸線連接。延線的目的是為東海岸居民提供更多乘車選擇和加強各區的連接。濱海市區線第三期延伸於2014年8月15日宣佈確認，與湯申－東海岸線的公佈同步。濱海市區線將加設兩站錫林站和雙溪勿洛站，而雙溪勿洛站將成為與湯申－東海岸線的轉換站。延線全長2.2公里，預計於2025年完工，在博覽站與現有的東西線轉乘，與未來的湯申－東海岸線在雙溪勿洛站轉乘。
此外，陸路交通管理局亦於2019年5月29日宣佈將濱海市區線由現時武吉班讓站向西北延伸至雙溪加株站，預計可為新加坡西北地區居民前往市區的時間減少達
近30分鐘。延線預計於2030年中完工。同時還會進行是否在兩站之間加設新車站的研究。

## 车站列表
| 车站编号                         | 车站名称   | 车站名称         | 车站名称       | 车站形式 | 车站接驳                 | 所在规划区                  | 启用日期        | 施工期名称                 |
| 车站编号                         | 中文       | 英文             | 泰米尔语       | 车站形式 | 车站接驳                 | 所在规划区                  | 启用日期        | 施工期名称                 |
| -------------------------------- | ---------- | ---------------- | -------------- | -------- | ------------------------ | --------------------------- | --------------- | -------------------------- |
| 滨海市区线 Downtown Line         |            |                  |                |          |                          |                             |                 |                            |
| 第二阶段(原武吉知马线)           |            |                  |                |          |                          |                             |                 |                            |
| DT1 BP6                          | 武吉班讓   | Bukit Panjang    | புக்கிட் பாஞ்சாங்      | 地下     | 武吉班讓輕軌／公交转乘站 | 武吉班讓／ 武吉巴督／蔡厝港 | 2015年 12月27日 | 柏提 Petir                 |
| DT2                              | 凯秀       | Cashew           | கெஷூ             | 地下     |                          | 武吉班讓                    | 2015年 12月27日 | 凯秀 Cashew                |
| DT3                              | 山景       | Hillview         | குன்றுகாட்சி         | 地下     |                          | 武吉班讓                    | 2015年 12月27日 | 山景 Hillview              |
| DT4                              | 谦道       | Hume             | ஹியூம்            |          |                          | 武吉班讓                    | 2025年2月28日   | 谦道 Hume                  |
| DT5                              | 美世界     | Beauty World     | பியூட்டி வேர்ல்ட்      | 地下     |                          | 武吉知马                    | 2015年 12月27日 | 美世界 Beauty World        |
| DT6 CR15                         | 阿尔柏王园 | King Albert Park | அரசன் ஆல்பர்ட் பார்க் | 地下     | 跨岛线                   | 武吉知马                    | 2015年 12月27日 | 布勒克摩 Blackmore         |
| DT7                              | 第六道     | Sixth Avenue     | ஆறாவது வழி        | 地下     |                          | 武吉知马                    | 2015年 12月27日 | 第六道 Sixth Avenue        |
| DT8                              | 陈嘉庚     | Tan Kah Kee      | தான் கா கீ         | 地下     |                          | 武吉知马                    | 2015年 12月27日 | 公爵夫人 Duchess           |
| DT9 CC19                         | 植物园     | Botanic Gardens  | தாவரவியல் தோட்டம்    | 地下     | 环线                     | 东陵                        | 2015年 12月27日 | 植物园 Botanic Gardens     |
| DT10 TE11                        | 史蒂芬     | Stevens          | ஸ்டீவன்ஸ்          | 地下     | 汤东线                   | 东陵                        | 2015年 12月27日 | 史蒂芬 Stevens             |
| DT11 NS21                        | 纽顿       | Newton           | நியூட்டன்          | 地下     | 南北线                   | 纽顿                        | 2015年 12月27日 | 纽顿 Newton                |
| DT12 NE7                         | 小印度     | Little India     | லிட்டில் இந்தியா      | 地下     | 东北线                   | 梧槽                        | 2015年 12月27日 | 小印度 Little India        |
| DT13                             | 梧槽       | Rochor           | ரோச்சர்           | 地下     |                          | 梧槽                        | 2015年 12月27日 | 梧槽 Rochor                |
| 第一阶段（原新市区地铁延长线）   |            |                  |                |          |                          |                             |                 |                            |
| DT14 EW12                        | 武吉士     | Bugis            | பூகிஸ்            | 地下     | 东西线                   | 市中心                      | 2013年 12月22日 | 武吉士 Bugis               |
| DT15 CC4                         | 宝門廊     | Promenade        | புரொமனெட்          | 地下     | 环线                     | 市中心                      | 2013年 12月22日 | 宝門廊 Promenade           |
| DT16 CE1                         | 海湾舫     | Bayfront         | பேஃபுரெண்ட்         | 地下     | 环线                     | 市中心                      | 2013年 12月22日 | 海湾舫 Bayfront            |
| DT17                             | 市中心     | Downtown         | நகர மையம்        | 地下     | NS27 CC33 TE20           | 市中心                      | 2013年 12月22日 | 名胜 Landmark              |
| DT18                             | 直落亚逸   | Telok Ayer       | தேலோக் ஆயர்        | 地下     |                          | 欧南                        | 2013年 12月22日 | 克罗士街 Cross Street      |
| DT19 NE4                         | 牛车水     | Chinatown        | சைனாடவுன்          | 地下     | 东北线                   | 欧南                        | 2013年 12月22日 | 牛车水 Chinatown           |
| 第三阶段（原东区线北段）         |            |                  |                |          |                          |                             |                 |                            |
| DT20                             | 福康宁     | Fort Canning     | ஃபோர்ட் கென்னிங்      | 地下     |                          | 新加坡河／博物馆            | 2017年 10月21日 | 里峇峇利 River Valley      |
| DT21                             | 明古连     | Bencoolen        | பென்கூலன்          | 地下     | CC2                      | 梧槽                        | 2017年 10月21日 | 明古连 Bencoolen           |
| DT22                             | 惹兰勿刹   | Jalan Besar      | ஜலன் பசார்        | 地下     |                          | 梧槽                        | 2017年 10月21日 | 雙溪路 Sungei Road         |
| DT23                             | 明地迷亚   | Bendemeer        | பெண்டிமியர்         | 地下     |                          | 加冷                        | 2017年 10月21日 | 惹兰勿刹 Jalan Besar       |
| DT24                             | 芽笼峇鲁   | Geylang Bahru    | கேலாங் பாரு         | 地下     |                          | 加冷                        | 2017年 10月21日 | 加冷峇鲁 Kallang Bahru     |
| DT25                             | 玛达       | Mattar           | மட்டர்           | 地下     |                          | 芽笼                        | 2017年 10月21日 | 玛达 Mattar                |
| DT26 CC10                        | 麦波申     | MacPherson       | மெக்பர்சன்         | 地下     | 环线                     | 芽笼                        | 2017年 10月21日 | 麦波申 MacPherson          |
| DT27                             | 乌美       | Ubi              | ஊபீ             | 地下     |                          | 芽笼                        | 2017年 10月21日 | 乌美 Ubi                   |
| DT28                             | 加基武吉   | Kaki Bukit       | காகி புக்கிட்        | 地下     |                          | 勿洛                        | 2017年 10月21日 | 加基武吉 Kaki Bukit        |
| DT29                             | 勿洛北     | Bedok North      | பிடோக் வடக்கு       | 地下     |                          | 勿洛                        | 2017年 10月21日 | 勿洛鎮公园 Bedok Town Park |
| DT30                             | 勿洛蓄水池 | Bedok Reservoir  | பிடோக் நீர்த்தேக்கம்    | 地下     |                          | 勿洛                        | 2017年 10月21日 | 勿洛蓄水池 Bedok Reservoir |
| DT31                             | 淡滨尼西   | Tampines West    | தெம்பினிஸ் மேற்கு      | 地下     |                          | 淡滨尼                      | 2017年 10月21日 | 淡滨尼西 Tampines West     |
| DT32 EW2                         | 淡滨尼     | Tampines         | தெம்பினிஸ்          | 地下     | 東西线／公交转乘站       | 淡滨尼                      | 2017年 10月21日 | 淡滨尼 Tampines            |
| DT33                             | 淡滨尼东   | Tampines East    | தெம்பினிஸ் கிழக்கு     | 地下     |                          | 淡滨尼                      | 2017年 10月21日 | 淡滨尼东 Tampines East     |
| DT34                             | 樟宜上段   | Upper Changi     | அப்பர் சாங்கி       | 地下     |                          | 淡滨尼                      | 2017年 10月21日 | 樟宜上段 Upper Changi      |
| DT35 CG1                         | 博览       | Expo             | எக்ஸ்போ           | 地下     | 樟宜机场铁路支线         | 淡滨尼                      | 2017年 10月21日 | 博览 Expo                  |
| 第三阶段延长线（定於2025年建成） |            |                  |                |          |                          |                             |                 |                            |
| DT36                             | 锡林       | Xilin            | சீலின்            |          |                          | 淡滨尼                      | 2025年          | 锡林 Xilin                 |
| DT37 TE31                        | 双溪勿洛   | Sungei Bedok     | சுங்ஙை பிடோக்        |          | 汤东线                   | 勿洛                        | 2025年          | 双溪勿洛 Sungei Bedok      |